# Ritchie Blackmore
Richard Hugh Blackmore, angleški kitarist, * 14. april 1945, Weston-super-Mare, Anglija.
Blackmore je ena od legend v zgodovini rock glasbe. Najbolj je poznan kot ustanovitelj, glavni kitarist in skladatelj v skupinah Deep Purple in Rainbow.